# Mustamäe

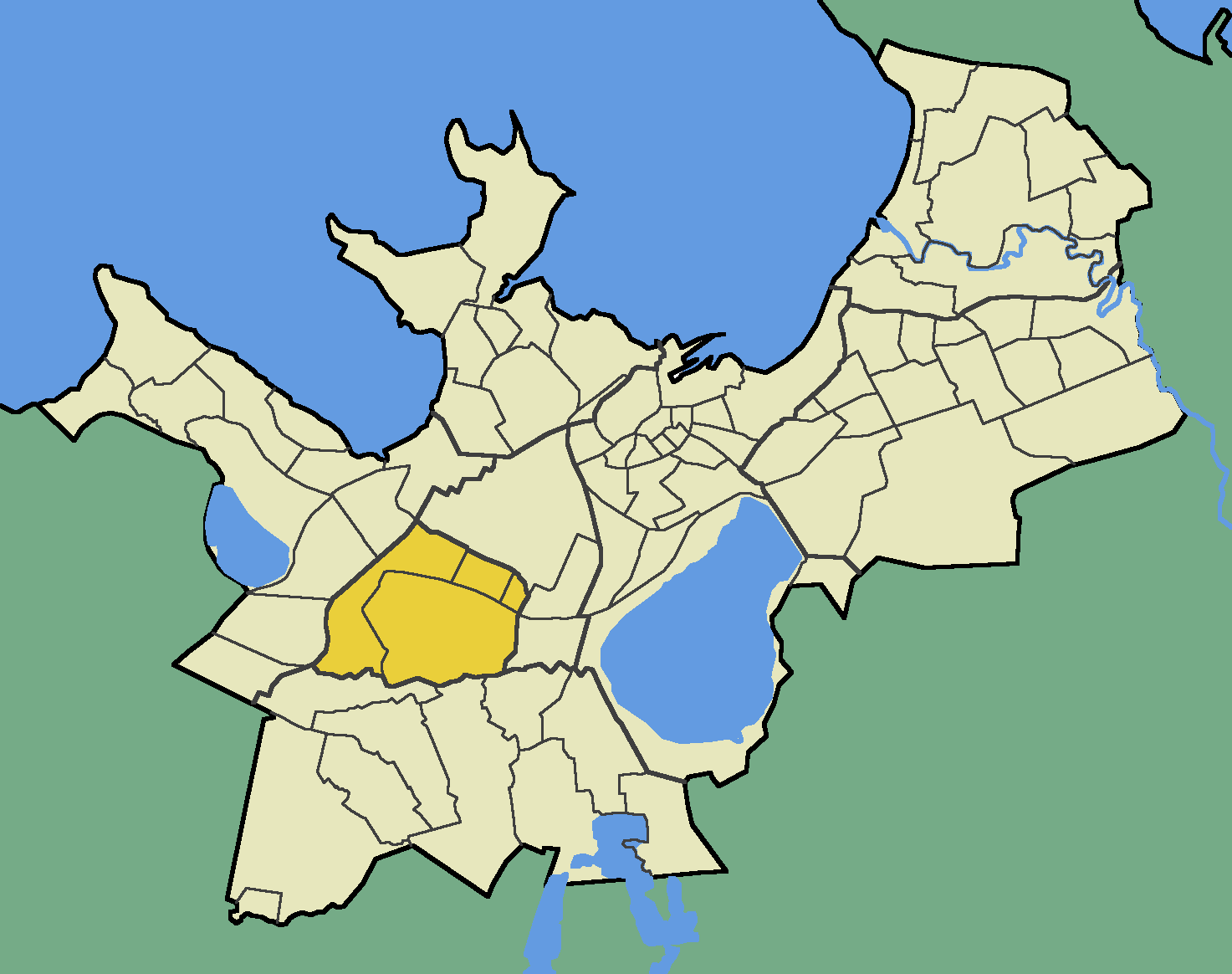
Lage von Mustamäe in Tallinn

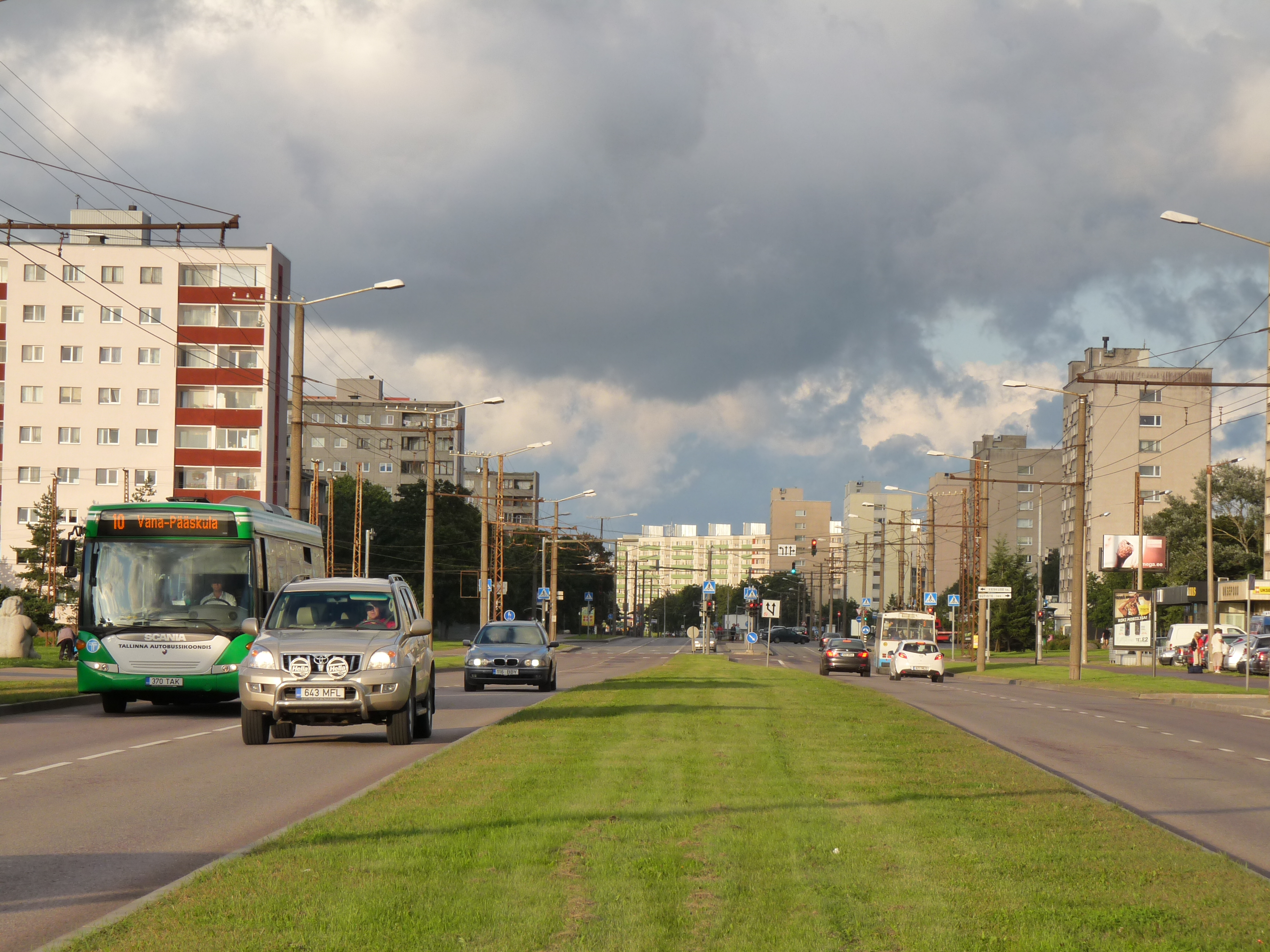
Die seit 1958 so genannte Durchquerungsstraße Sõpruse puiestee („Allee der Freundschaft“) mit einer Länge von 4,5 km

Mustamäe ist ein Stadtteil der estnischen Hauptstadt Tallinn.

## Etymologie
Der Name Mustamäe geht auf den Mustamägi (deutsch etwa Schwarzberg), einen flachen Hügel an der Grenze zum Stadtteil Nõmme, und das ihn umgebende historische Gut (dessen deutscher Name Hohenhaupt war) zurück.

## Lage und Einwohnerschaft
Mustamäe liegt ca. 5 km südwestlich des Tallinner Stadtzentrums und grenzt an die Stadtteile Haabersti, Nõmme und Kristiine. Mit 8,15 km² ist Mustamäe der zweitkleinste der acht Stadtteile Tallinns.
Mustamäe hat 62.255 Einwohner (Stand: 31. Dezember 2011) und ist in vier Bezirke (estnisch asumid) unterteilt: Kadaka, Stadtbezirk, Siili und Sääse.
Die Bevölkerung ist hinsichtlich der ethnischen Zugehörigkeit und Muttersprache sehr gemischt, was auch bei der letzten Volkszählung deutlich wurde (58,5 % estnisch, 39,1 % russisch).
Bis 1961 gehörte das Territorium des heutigen Stadtteils zum 1945 geschaffenen „Rajon Kesklinn“. Dieses wurde in den 1960ern um einige Bezirke erweitert und hieß für kurze Zeit „Rajon Mitte“. Nach der Fertigstellung der heutigen Plattenbausiedlungen und einer erneuten Erweiterung, die das neue Rajon bis zur Altstadt ausdehnte, bekam der Rajon Mitte 1973 den Namen „Oktoberrajon“, den es bis 1991 behielt. Nach dem Systemwechsel wurde das „Oktoberrajon“ zum „Westrajon“, aus welchem 1993 Mustamäe sowie Teile von Kristiine, Nõmme, Kesklinn und Põhja-Tallinn hervorgingen.

## Bebauung
Mustamäe besteht hauptsächlich aus fünf bis neun Stockwerke hohen Plattenbauten sowjetischen Stils, die zwischen 1960 und 1973 errichtet wurden. Ein Oberleitungsbussystem verbindet Mustamäe mit den Stadtteilen Kesklinn, Põhja-Tallinn, Kristiine und Haabersti.
In Mustamäe befinden sich die Technische Universität Tallinn, der Firmensitz des Energiekonzerns Eesti Energia, das Regionalkrankenhaus Mustamäe, das Tallinner Kinderkrankenhaus sowie das Deutsche Gymnasium Tallinn (Tallinna Saksa Gümnaasium).
Ursprünglich als reine Schlafstadt konzipiert, hat Mustamäe seit 1991 stetig an Bedeutung gewonnen. Heute findet man hier viele Dienstleistungsunternehmen (unter anderem Skype) und auch Industrie (Lebensmittelproduktion, Textilien, Baumaterialien, Energieproduktion).

## Galerie

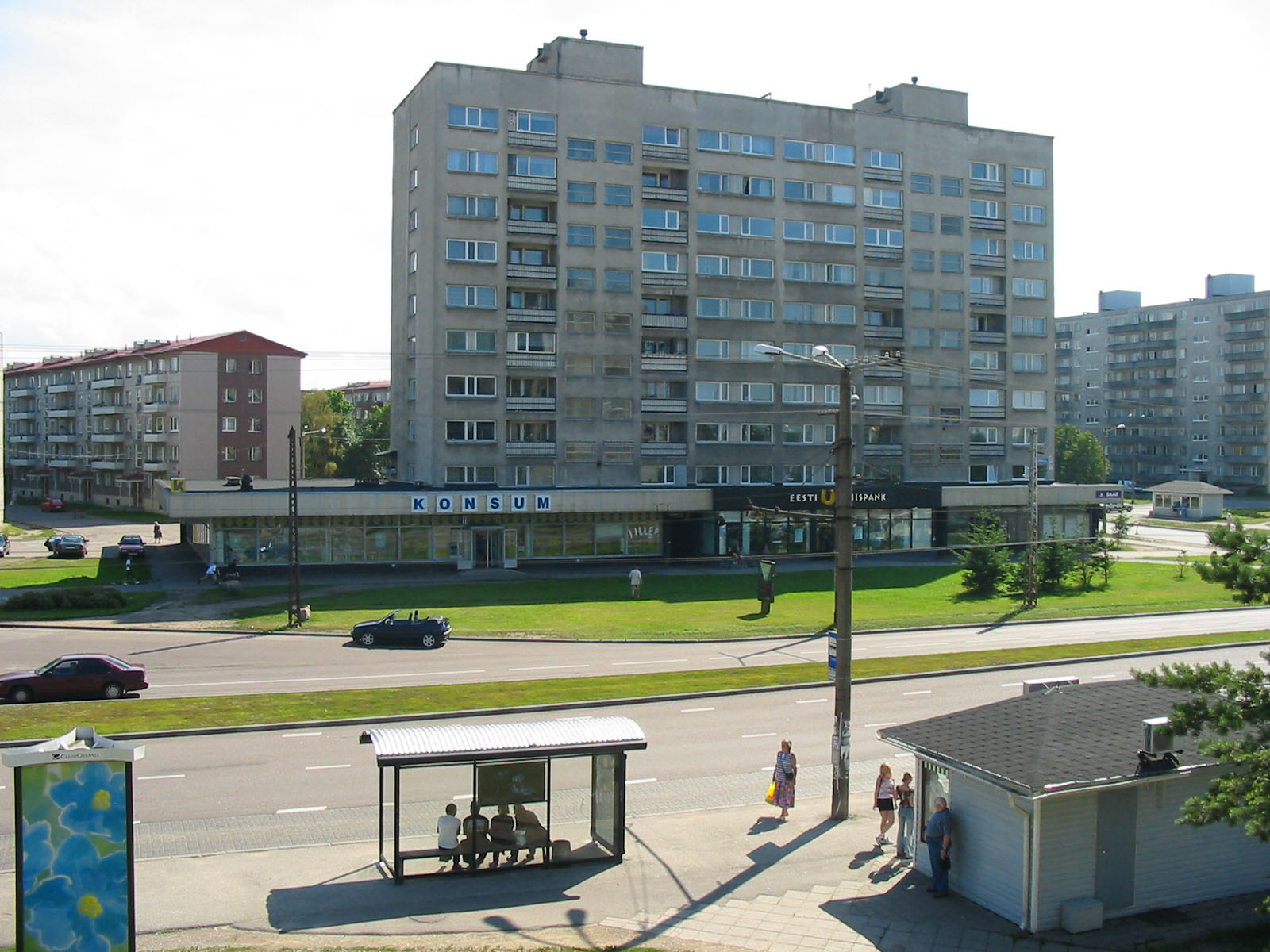
Sommer 2003
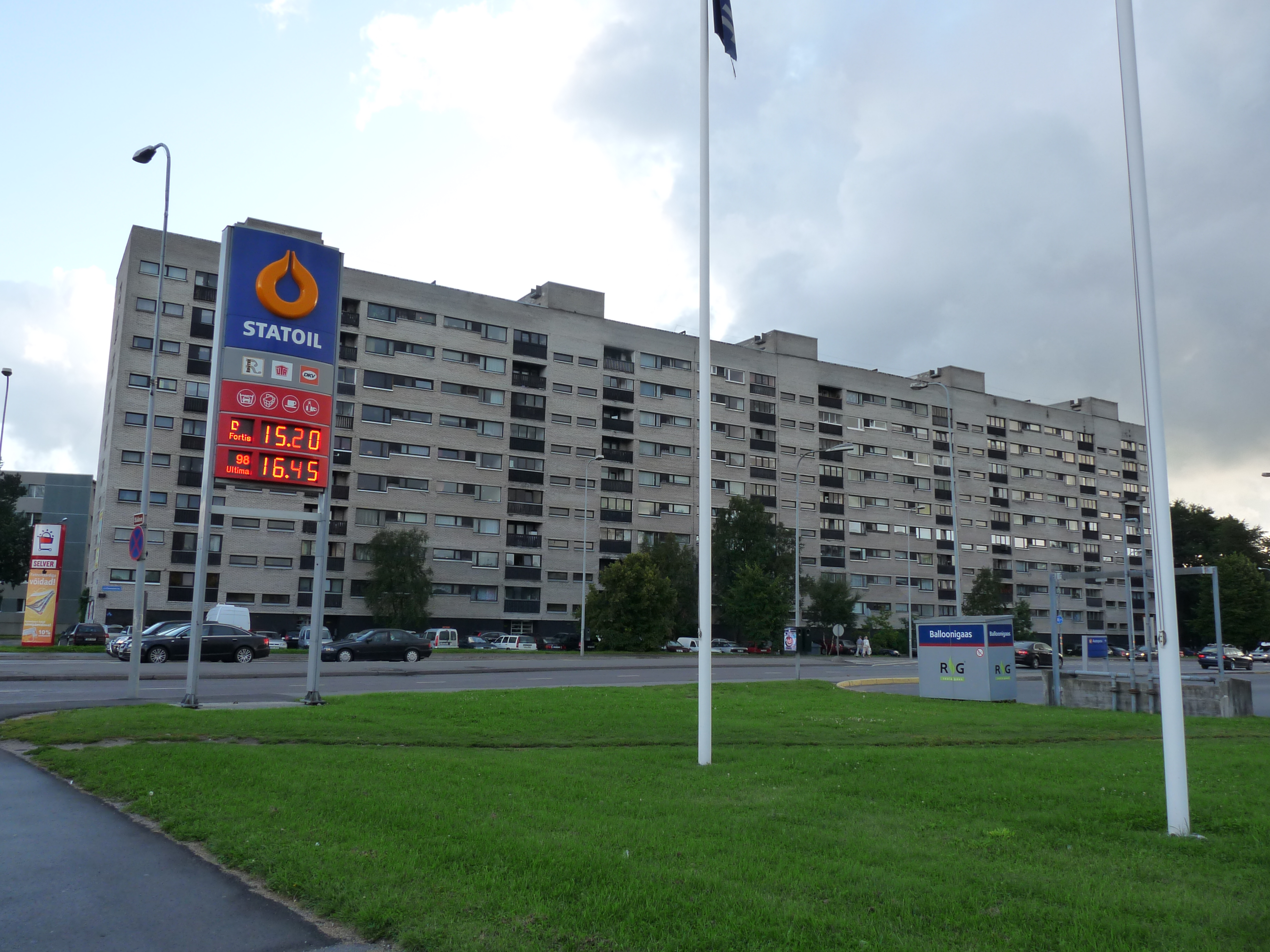
Siili Mustamäe linnaosa Tallinn.jpg
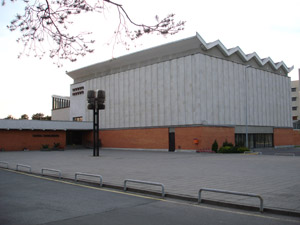